# Carlos José Bringuier
Carlos José Bringuier Expósito (* 22. Juni 1934 in Kuba) ist ein kubanisch-amerikanischer Rechtsanwalt und politischer Aktivist. Er ist vor allem durch seine kurzzeitige Verbindung mit dem als Mörder des US-Präsidenten John F. Kennedy verdächtigten Lee Oswald bekannt geworden.

## Leben
Carlos Bringuier, Sohn des Richters Julio Bringuier Laredo, besuchte die katholische Privatschule Colegio de Belén in Havanna ab 1941 – dem Jahr in dem Fidel Castro dort seinen Schulabschluss erwarb – bis zum Abitur 1952. Anschließend studierte er an der Universität von Havanna Rechtswissenschaft und war dort Mitglied der antikommunistischen Studentenorganisation Cruzada Renovadora Universitaria. Er schloss sein Studium 1957 mit Promotion ab, auf die die Zulassung zum Rechtsanwalt folgte. Er arbeitete dann als Angestellter des Strafgerichtshofs von Havanna.
Nach der Machtübernahme durch Fidel Castro verließ Bringuier im Jahr 1960 wie Hunderttausende Kubaner sein Heimatland, da er nicht mit der Errichtung einer kommunistischen Diktatur nach sowjetischem Vorbild einverstanden war. Er wanderte zuerst nach Guatemala aus, später nach Argentinien, bevor er sich schließlich im Februar 1961 in New Orleans niederließ. Dort leitete Bringuier das Bekleidungsgeschäft Casa Roca und wurde zum Wortführer und zur Anlaufstelle der örtlichen Castro-Gegner. Sein Bruder Juan war im April 1961 Teilnehmer der von der CIA unterstützten exilkubanischen Invasion in der Schweinebucht, bei der er in Gefangenschaft geriet, aus der er gemeinsam mit den übrigen Kämpfern im Dezember 1962 freigekauft wurde.
Bringuier schloss sich in den USA der exilkubanischen Organisation Directorio Revolucionario Estudiantil (DRE, deutsch:„Studentisches Revolutions-Direktorat“, englisch: Cuban Student Directory CSD) an, deren einziges Mitglied in New Orleans er damals war. Das DRE war im Februar 1960 von katholischen Studenten der Universität Havanna gegründet worden, die gegen den pro-sowjetischen Kurs der kubanischen Revolutionsregierung protestierten und wenig später der Hochschule verwiesen wurden. Viele der Mitglieder gingen in der Folge ins US-amerikanische Exil, von wo aus sie den politischen wie militärischen Kampf gegen die Ein-Parteien-Herrschaft Fidel Castros vertraten. Bringuier wurde innerhalb des DRE mit der Zuständigkeit für politische Öffentlichkeitsarbeit betraut. So wandte er sich zum Beispiel im April 1963, zwei Jahre nach der gescheiterten Invasion in der Schweinebucht, im Namen seiner Organisation in öffentlichen Aufrufen an Präsident Kennedy, um gegen dessen Politik der Eindämmung der Aktivitäten militanter Exilkubaner auf US-Territorium zu protestieren, das Teil der Abmachung mit der Sowjetunion zur Beilegung der kubanischen Raketenkrise im Oktober 1962 gewesen war.

### Begegnungen mit Lee Oswald
Am 5. August 1963 erschien Lee Oswald im Geschäft von Bringuier, erzählte Bringuier sowie zwei weiteren Anwesenden, er sei gegen Fidel Castro und gegen den Kommunismus. Außerdem sei er beim US Marine Corps gewesen, dort in Guerillakriegführung ausgebildet worden und nun gewillt, Kubaner für den Kampf gegen Castro zu trainieren und auch selbst gegen Castro zu kämpfen. Bringuier wies dieses Angebot zurück und erklärte Oswald, dass er nichts mit militärischen Aktionen zu tun habe. Am folgenden Tag hinterließ Oswald im Bekleidungsladen für Bringuier sein Ausbildungshandbuch der Marines.
Am 9. August 1963 verteilte Oswald im Namen der Organisation Fair Play for Cuba Committee (deutsch: „Komitee für einen fairen Umgang mit Kuba“) in einer belebten Straße von New Orleans Flugblätter, auf denen gegen die Kuba-Politik der USA protestiert wurde und warb mit einem Schild für Fidel Castro. Nachdem Bringuier von zwei weiteren Exilkubanern auf die Aktion aufmerksam gemacht wurde und er gemeinsam mit ihnen Oswald gesucht und gefunden hatten, konfrontierte er ihn dort mit dessen zuvor gemachten gegenteiligen Bekundungen und es entspann sich ein heftiger Streit zwischen den vier Personen, der zu einem kleineren Menschenauflauf führte. Die Polizei unterbrach die Auseinandersetzung, nahm die vier Hauptbeteiligten vorübergehend fest und verhörte sie. Am 12. August 1963 wurde der Fall vor einem örtlichen Richter verhandelt, der Oswald wegen Störung der öffentlichen Ordnung mit der Zahlung eines Ordnungsgeldes von 10 US-Dollar belegte.
Bringuier und Oswald wurden wenige Tage später von einem örtlichen Radiojournalisten in dessen Talkshow eingeladen, um ihre gegensätzlichen Standpunkte dem Publikum zu erläutern. Bringuier gab anschließend eine Pressemitteilung heraus, in der er die amerikanische Öffentlichkeit vor Oswald als Agent des sowjetischen und kubanischen Kommunismus warnte und eine öffentliche Untersuchung des Kongresses forderte. In dem Text „The Black and Red Revolution in the U.S.A. – A Call for a Congressional Investigation into the “Technicians” behind Racial Rioting“ stellte er eine Verbindung her zwischen der Bürgerrechtsbewegung gegen Rassendiskriminierung in den USA und von kommunistischen Agenten betriebenen Umsturzbemühungen.

### Nach dem Kennedy-Attentat
Nach dem Attentat auf Präsident John F. Kennedy im November 1963 gab Bringuier gegenüber der Presse, dem FBI, der Warren-Kommission sowie dem Staatsanwalt Jim Garrison ausführlich Auskunft über seine Begegnungen mit Oswald. Die von Bringuier und anderen DRE-Mitgliedern unmittelbar nach dem Attentat verbreiteten Informationen über die Pro-Castro-Aktivitäten Oswalds und ihre Anschuldigungen der Urheberschaft Castros fanden in der US-Öffentlichkeit weite Beachtung. So war der Hinweis auf das Engagement Oswalds für das Fair Play for Cuba Committee bereits am Tag nach dem Attentat auf der Titelseite der New York Times zu lesen.
Mitte der 1960er Jahre hielt Bringuier Vorträge im Rahmen der Christian Crusade Anti-Communist Youth University des protestantischen Predigers Billy James Hargis, dabei wurde auch sein von Christian Crusade veröffentlichter, achtseitiger Artikel „Oswald: A Castro Agent in the United States“ verbreitet. 1966 löste sich das Directorio Revolucionario Estudiantil offiziell auf. 1969 veröffentlichte Bringuier seine Erlebnisse sowie seine Sicht der Verwicklung Fidel Castros in das Attentat in dem Buch Red Friday, Nov. 22nd, 1963. Demselben Thema widmete er sich auch in seinem 1993 erschienenen Roman Operación Judas. Als Figur eines exilkubanischen Gegners von Oswald taucht Bringuier auch im fiktionalen Kinofilm JFK – Tatort Dallas von 1991 in einer von Tony Plana gespielten Nebenrolle auf.
2011 vertrieb Bringuier über ein Internet-Auktionshaus signierte Exemplare seiner Bücher sowie in den 1960er Jahren von ihm verfasste Informations-Faltblätter. In im Internet verbreiteten Artikeln äußert er sich gelegentlich zu politischen Themen mit kubanischem und US-amerikanischen Bezug. Er lebt in Spring im US-Bundesstaat Texas.

## Schriften
- Red Friday, Nov. 22nd, 1963, Chas. Hallberg, Chicago 1969, ISBN 978-0-87319-009-1 (englisch)
- Operación Judas (Roman), Ediciones Universal, Miami 1993, ISBN 978-0-89729-694-6 (spanisch)